# تعلم من خلال التعليم

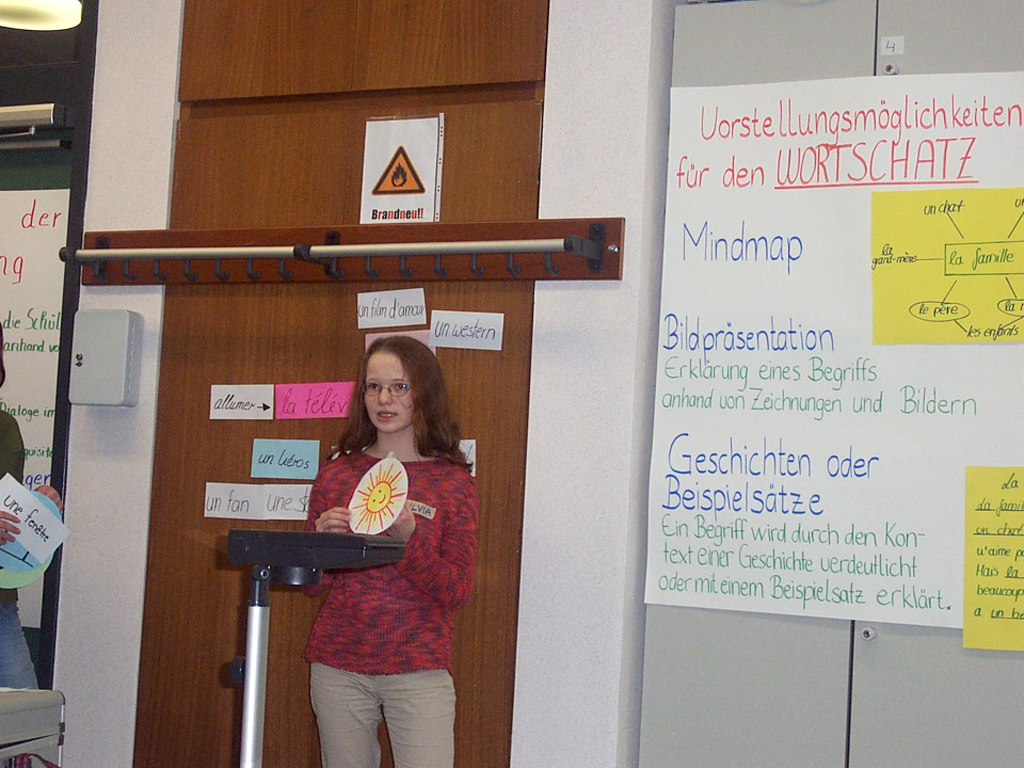
مفردات التدريس للطلاب

ضمن نطاق التعليم الاحترافي، التعلّم من خلال التعليم (في الألمانيّة: Lernen durch Lehren) هو عبارة عن اسلوب منهجي يسمح للتلامذة والطلاب الجامعيين بتحضير وتعليم حصّة دراسيّة أو اجزاء منها. هنا لا يجوز المزج ما بين التعلّم من خلال التعليم والمحاضرات التي يلقيها الطلاب، لأنّهم لا يؤدّون معلومات معيّنة فقط، بل يختارون بأنفسهم الوسيلة المتّبعة أيضاً في إرشاد وتعليم ناحية معيّنة في مادّة الاختصاص.
يطبق هذا الاسلوب في المدارس النموذجية التابعة لكليات التربية حيث يقوم طلبة الصفوف المنتهية في الكلية في تدريس بعض الفصول في تلك المدارس النموذجية وتحت اشراف ومراقبة مشرفي التربية والتعليم وزملائهم الطلاب (مدرسي المستقبل)، ولهذه الفعالية طعم وفائدة لا تنسى لمردودها الإيجابي والتربوي.
مبدأ الLDL قد بدء كجزء من ما يسمى مدارس لانكستر. أول كتاب عن هذا الموضوع نشره كارتر في الولايات المتحدة عام 1971. اما أول كتاب في ألمانيا فنشره كروغر عام 1975.
هذا الأسلوب حصل على اهتمام أكبر في بداية الثمانينات عندما طوّره ونظمه جون بول مارتان لتعليم الفرنسية كلغة اجنبية. كما قدّم في عدة منشورات تعريف شامل للنظرية وراء هذا الاسوب. لكن في نفس الوقت كان عدّة علماء نظريون آخرون يقومون بأبحاث في هذا الموضوع.
بدأ انتشار هذا الأسلوب ابتداء من عام 1987 حتى اليوم. فلقد اسس مارتان شبكة رابطة ما بين آلاف المدرسين الذين طبّقوا اسلوب التعلّم من خلال التعليم في عدّة مواد منهجية. كما سجل هؤلاء المدرسون الطرق التي إتبعوها ونتائج تطبيق هذا الاسلوب. وعرض المدرسون هذه الطرق والنتائج في عدة جلسات لتدريب وإرشاد المعلم.
من عام 2001 حتى اليوم، حصل LDL على عدد هائل من المؤيدين كنتيجة التحركات في الإصلاح التربوي التي بدأت في شامل ألمانيا.

## وصلات خارجية
- Lernen durch Lehren
- Knowledgepalace

## اقرأ أيضا
- أكاديمية خان